# La Reine du soukous
 (février 2014).
Si vous disposez d'ouvrages ou d'articles de référence ou si vous connaissez des sites web de qualité traitant du thème abordé ici, merci de compléter l'article en donnant les références utiles à sa vérifiabilité et en les liant à la section « Notes et références ».
Albums de Abeti Masikini
Scandale De Jalousie
(1988) Best of Souvenirs Souvenirs
(1996)
La Reine du soukous est un album 33 tours (LP) de l'auteure-compositrice-interprète congolaise Abeti Masikini. Il sortit à Paris, en France, à la fin de l'année 1990 aux éditions Polygram et fut produit par AMG. Commercialisé en 1991, cet album qui est le dernier enregistrement studio d'Abeti fut diffusé par Jimmy International.

## Réception
Contrairement à ses deux précédents albums, à savoir Je Suis Fâché et En colère, Reine du soukous connut un succès modéré. Toutefois, la chanson Bébé Matoko qu'Abeti dédia à son chorégraphe et chargé des relations publiques, Berthrand Nguyen Matoko, fut un tube en Afrique de l'Ouest. 
L'album, lancé à une époque où le soukous était devenu très populaire sur les pistes de danse afro-caribéennes, est considéré aujourd'hui comme un standard du genre.[réf. nécessaire]
L'autre chanson de l'album est Mwana Muke Wa Miss (La Miss). C'est une reprise de 1976, qui est classée parmi les classiques d'Abeti Masikini. Mwana Muke Wa Miss, version originale, sortie dans l'album Abeti à Paris, publié en France en 1976 sous le label Pathé Marconi/EMI avec comme référence 2C06215.772.

## Liste des titres
- Face A
  - Mwana Muke Wa Miss (Abeti Masikini)
  - Mupenzi (Abeti Masikini)
  - Ousmane (Abeti-Mayaula)

- Face B
  - Bebe Matoko (Abeti Masikini)
  - Ma lu (Abeti- Georges Seba)
  - Je suis occupée (Abeti Masikini)

## Équipe technique
- Lead vocal: Abeti Masikini
- Chœurs: Georges Seba, Marilou Seba, Dada Hekimian
- Animation : Fede Lawu, Solo Sita, Richard Lebrun
- Lead Guitar : Dally Kimoko
- Rhythm Guitar : Lokassa Ya M'Bongo
- Bass : Abou Bass
- Percussion : Komba Bellow
- Programmation drums : Denis Hekimian/Michel Lorentz
- Cuivres : Jacques Bolognesi, Alain Hatot, Eric Jeansserant
- Arrangements : Lokassa Ya M'bongo,  Georges Seba (B2)